# Villa Sayer
La Villa Sayer est une résidence privée construite dans le Calvados, entre 1972 et 1974 par Marcel Breuer, l'architecte du Bauhaus, et son associé parisien Mario Jossa pour ses actuels propriétaires. Il s'agit de la seule résidence privée construite en France par Marcel Breuer.

## Description
Cette résidence privée est la seule construite en France par Marcel Breuer. Elle est située à Glanville dans le Calvados à 9 kilomètres de Deauville.
C'est une maison transparente qui illustre bien les recherches de Marcel Breuer sur l'harmonie entre l'architecture et l'environnement. Son toit est constitué d'une double hyperbole paraboloïde en béton précontraint. Les câbles de précontrainte sont reliés à des poteaux extérieurs à cette structure et qui la soutiennent. Elle est construite uniquement en béton blanc, béton bouchardé pour les poteaux soutenant le toit et béton forme de planches alternativement verticaux ou horizontaux pour les murs. Comme pour l'extérieur, les détails intérieurs, cheminées, escaliers, portes, dessin du parquet, revêtements des murs ont été choisis d'un commun accord entre les propriétaires et leurs architectes.
Les plus petits détails étaient l'objet de multiples plans envoyés régulièrement du bureau de New York[réf. souhaitée].
En 1992 elle a été inscrite à l'inventaire supplémentaire des Monuments historiques et est depuis 2005 classée Monument historique. Elle se trouve au milieu d'une propriété de 55 hectares le Haras de la Huderie, un élevage de pur-sang.

### Publications
- L'Œil, mai 1975
- Villa Giardini, 1977
- Industria Italiana del cimento, mars 1978
- Construction Moderne, 1975
- Architectural Record, août 1977
- Ouest France, 14 septembre 1996
- Paris-Turf, 27 août 1999.
- Revue du Pays d'Auge : Regards sur l'architecture contemporaine, mars-avril 2011
- Villas 60/70 en France, Raphaëlle Saint Pierre, Éditions Norma.
- Marcel Breuer : les réalisations françaises, par Dominique Amouroux, Editions du Patrimoine